# سامان-۱ (سامانه انتقال مداری)
| سامان-۱ ایران | سامان-۱ ایران        |
| ------------- | -------------------- |
| نوع موشک      | موتور فضایی          |
| تاریخچه خدمت  |                      |
| استفاده کننده | سازمان فضایی ایران   |
| ورود به خدمت  | از ۲۰۱۷              |
| تاریخچه تولید |                      |
| کشور سازنده   | ایران                |
| مشخصات        |                      |
| وزن کلی       | ۲۴۰ کیلوگرم (آرش-20) |
| نوع موتور     | آرش-20               |
| سکوی پرتاب    | ماهواره‌بر سیمرغ      |

سامان-۱ یا «سامانه انتقال مداری» یک موتور فضایی با سوخت جامد است که توسط پژوهشگاه فضایی ایران طراحی و ساخته شده‌است تا به عنوان مرحله سوم در ماهواره‌بر سیمرغ استفاده شود. این سیستم در تاریخ ۱۳ بهمن ۱۳۹۵ توسط رئیس‌جمهور ایران حسن روحانی در مراسمی به مناسبت روز ملی فناوری فضایی ایران رونمایی شد و برای اولین بار در تاریخ ۱۰ تیر ۱۳۹۶ پرتاب شد.
اگرچه اطلاعات بسیار کمی در مورد مرحله سوم سوخت جامد ماهواره‌بر قاصد به‌طور علنی فاش شده‌است، بسیاری از تحلیلگران به این نتیجه رسیده‌اند که احتمالاً این ماهواره‌برهم از سامانه سامان-۱ به عنوان مرحله سوم خود استفاده می‌کند.
در تاریخ 16 آذر 1403 (6 دسامبر 2024) ماهواره بر سیمرغ در دومین پرتاب موفق خود در طول یک سال، پرتاب بلوک انتقال مداری سامان-1 به ارتفاع 400 کیومتری به همراه دو محموله دیگر (شامل ماهواره فخر-1) مجموعا به وزن 300 کیلوگرم را در یک عملیات واحد به انجام رساند.

## مشخصات
سامان -۱ از موتور سوخت جامد آرش-20 به عنوان سامانه اصلی پیشرانه خود استفاده می‌کند. آرش-20 قادر است ۱٫۳ تن نیروی رانش محرکه را در ۴۰ ثانیه زمان سوختن خود تولید کند. جرم آرش-20 بدون سوخت 35 کیلوگرم، و بعد از سوختگیری 120 کیلوگرم است سامان-۱ برای اولین مأموریت خود وظیفه دارد یک ماهواره ۱۰۰ کیلوگرمی را از مدار پارکینگ دایروی با ارتفاع ۴۰۰ کیلومتری به یک مدار بیضوی با اوج 7000 کیلومتری و حضیض ۴۰۰ کیلومتری ارتقا دهد. چندین زیرسامانه جدید برای سامان-۱ طراحی و ساخته شدند از جمله: سیستم ناوبری و هدایت مستقل، سیستم پیشرانش سوخت جامد آرش-20، تراستر های گاز سرد، و کامپیوتر پرواز.
پس از پایان سوختن مراحل اول و دوم ، ماهواره‌بر محموله و مرحله سوم سامان -۱ را در یک مدار پارکینگ قرار میدهد ، سپس سامان -۱ مسئول تثبیت و از بین بردن اغتضاشات پس از رهاسازی و در نهایت تزریق دقیق محموله خود در مدار تعیین شده است.

## تاریخچه پرتاب
سامان-۱ تا الان یکبار به عنوان مرحله سوم ماهواره‌بر سیمرغ پرتاب شده که با یک موفقیت روبرو بوده‌است (تمام زیر سامانه‌ها در پرتاب آزمایشی نسخه کیفی سامان 1 با موفقیت عمل نمودند و تنها موتور اصلی آن به دلایل ناشناخته ای عملکردی نداشت).
| № | تاریخ پرتاب  | پرتابگر | محموله                                          | نتیجه پرتاب | توضیحات                                                          |
| - | ------------ | ------- | ----------------------------------------------- | ----------- | ---------------------------------------------------------------- |
| ۱ | ۱۰ تیر ۱۳۹۶  | سیمرغ   | هیچ                                             | 'ناموفق'    | پرواز آزمایشی، بدون محموله، مرحله دوم ناموفق بود.                |
| ۲ | ۱۱ دی ۱۳۹۷   | سیمرغ   | ماهواره پیام                                    | 'ناموفق'    | به علت نرسیدن به سرعت مداری، پرتاب ناموفق بود.                   |
| ۳ | ۱۲ بهمن ۱۳۹۸ | سیمرغ   | ماهواره ظفر                                     | موفق        | ظفر -۱ به دلیل عدم تأمین نیروی لازم در مرحله دوم، وارد مدار نشد. |
| ۴ | ۱۶ آذر ۱۴۰۳  | سیمرغ   | سامان 1 به همراه کیوب ست فخر-1 و یک محموله دیگر | موفق        | پرتاب موفقیت آمیز به مدار 400 کیلومتری با مجموع وزن 300 کیلوگرم  |

## نگارخانه

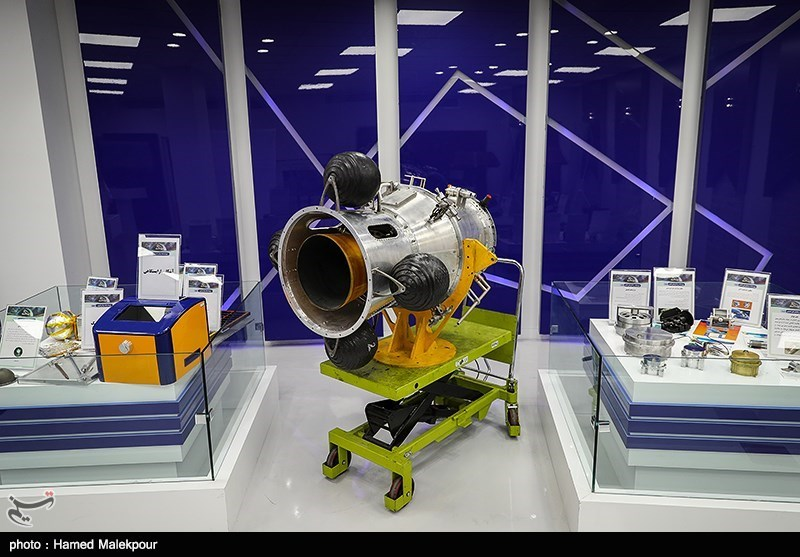
نسخه اولیه بلوک انتقال مداری سامان 1 بر روی استند